# Huiyuan
Huiyuan (Kinesiska: 慧遠; Wade-Giles: Hui-yüan; 334–416) var en kinesisk buddhistisk lärare som grundade Donglintemplet vid Lushan i Jianxi och skrev texten Varför munkar inte bugar inför kungar år 404. Han föddes i Shanxi men flyttade senare i livet till Hubei, där han dog år 416. Trots att han var född i norr, flyttade han söderut för att bo inom gränserna av Jindynastin.
Huiyuan var postumt benämnd som den första patriarken av rena land-buddhismen av vissa traditioner. Hans lärjungar inkluderade Huiguan (慧觀), Sengji (僧濟), och Faan (法安).

## Liv

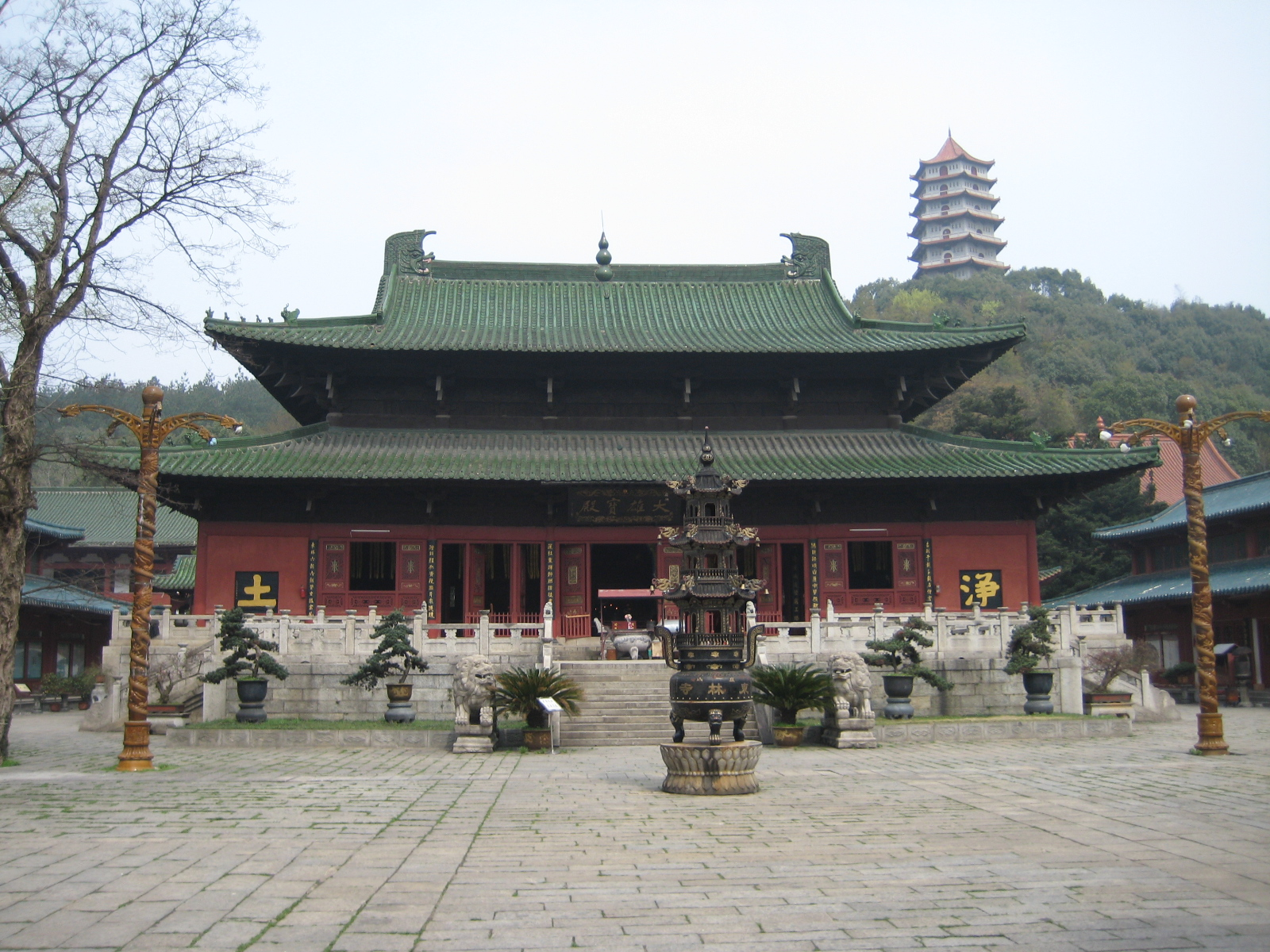
Donglintemplet vid berget Lushan

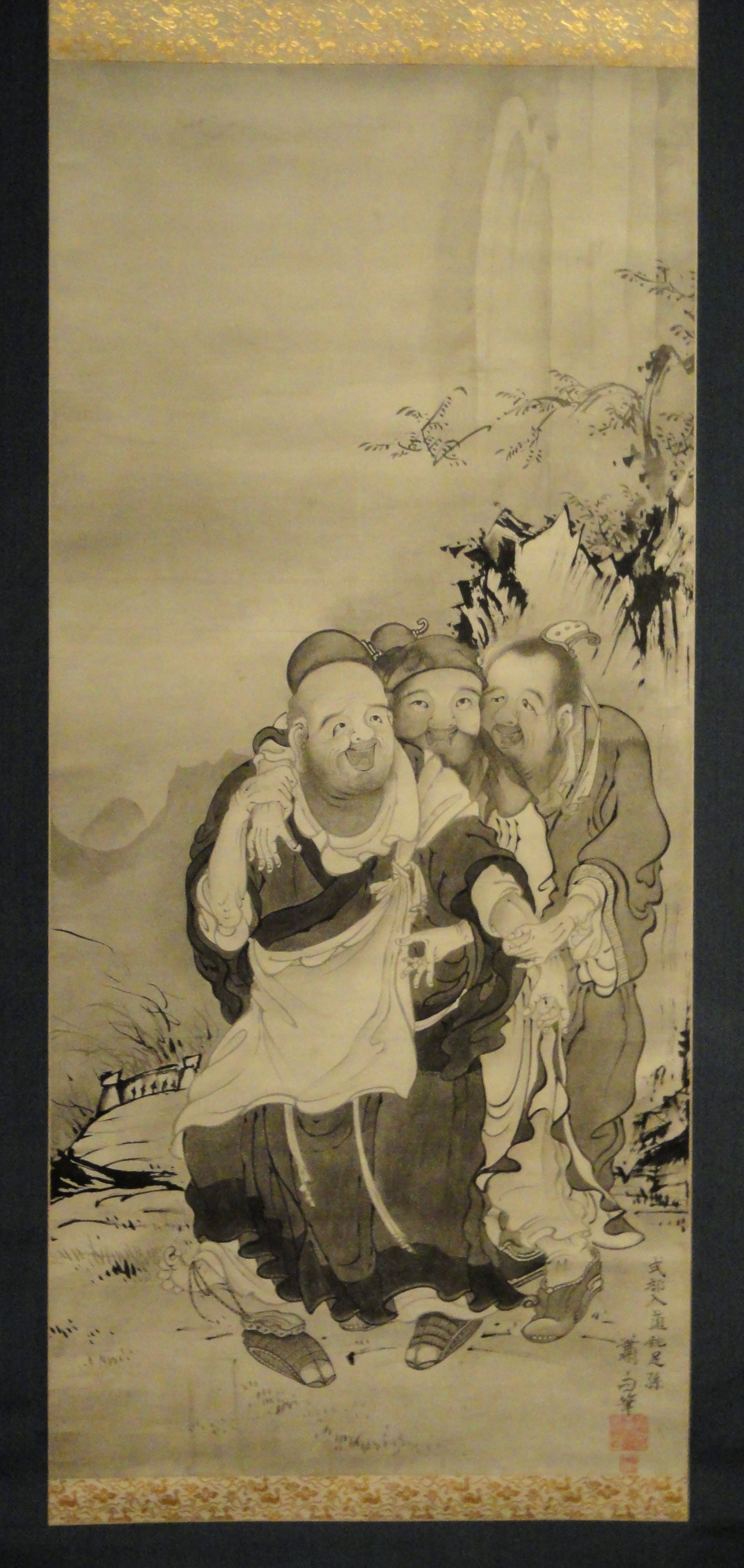
"The Three Laughers of Tiger Ravine" – Huiyuan, Tao Yuanming, och Lu Xiujing – Soga Shōhaku (1730-1781).

Huiyuan började studera taoistiska skrifter, Lao Zi och Konfucius i tidig ålder, men vid 21 års ålder blev han konverterad till buddhismen av Dao An. Att höra Dao Ans lärdomar övertygade Huiyuan till att lämna lekmannalivet. Han blev senare patriarken av Donglintemplet vid Lushan. Hans lärdomar varierade, och inkluderade lärdomar gällande vinaya, meditation, abhidharma och prajna (visdom). Trots att Huiyuan inte tog initiativet till att bilda relationer med den sekulariserade världen, hade han kontakt med rättsväsendet och aristokratin. Huiyuan bjöd vid två tillfällen in diktatorn Huan Xuan för att delta i diskussioner gällande munkarnas status, och Huiyuan försvarade munkarnas fristående ställning gentemot staten. Medlemmar av de högre klasserna började leva på Lushan som Huiyuans lärjungar. Bortsett från hans lärdomar och interaktion med lekmän hade han en stark kontakt med munken Kumarajiva.
År 402 organiserade han en grupp munkar och lekmän i en grupp vars syfte var att återfödas i Amitabhas Sukhavati.
År 404 skrev han också Varför munkar inte bugar inför kungar (沙門不敬王者論) Boken symboliserade hans kamp för att säkra att buddhistiska munkar skulle vara fristående från politiken och kungahusen. Samtidigt var det en religiös och politisk text som avsåg att övertyga monarker och konfucianska ministrar av staten att följare av buddhismen inte var samhällsfarliga. Han argumenterade för att buddhister kan vara goda undersåtar i ett kungadöme, eftersom de tror på karma. Trots att han lämnade lekmannalivet, sa han "de som glädjer sig i vägen av Buddha hjälper oundvikligen sina föräldrar och lyder sina mästare"